# جورج هيوز
جورج هيوز (بالإنجليزية: George Hughes)‏ هو لاعب هوكي الجليد أمريكي، ولد في 27 ديسمبر 1988 في شيكاغو في الولايات المتحدة.

## وصلات خارجية
- جورج هيوز على موقع دوري الهوكي الوطني (الإنجليزية)
- جورج هيوز على موقع EliteProspects.com (الإنجليزية)
- جورج هيوز على موقع HockeyDB.com (الإنجليزية)